# Chloe Kelly
Chloe Kelly, född den 15 januari 1998 i London, är en engelsk fotbollsspelare (anfallare) som spelar för Arsenal och det engelska landslaget. Hon har tidigare även spelat för Manchester City och Everton. Kelly avgjorde för det engelska landslaget som vann EM på hemmaplan i England år 2022.